# Vrtnica (matematika)
Vrtnica (tudi rodoneja) je družina krivulj, ki so sinusoide narisane v polarnih koordinatah. Krivulje so si podobne, lahko jih podamo s pomočjo enačbe 
{\displaystyle \!\,r=\cos(k\theta ).}
kjer je {\displaystyle k\,} celo število, ki določa obliko oziroma število listov, ki jih ima vrtnica, na naslednji način:
- {\displaystyle 2k\,} listov kadar je {\displaystyle k\,} paren
- {\displaystyle k\,}  listov kadar je {\displaystyle k\,} neparen.

Ime rodoneja je krivulji dal  rimskokatoliški duhovnik, filozof, matematik in inženir Luigi Guido Grandi (1671 – 1742) med letoma 1723 in 1728 .

## Lastnosti
- Kadar se {\displaystyle k\,} konča z 0,5 (primeri 0,5, 2,5, ….) ima krivulja  4 liste.
- Kadar se {\displaystyle k\,} konča z 1/3 ali 5/6 in je večji od 1 (primeri: 1,6666667, 2, 8,333333, …..)  ima krivulja 12k listov
- Kadar se {\displaystyle k\,} konča z 1/3 in je večji od 1 (primeri: 1,33334, 2,333334, ….) ima krivulja obliko vrtnice ter 
  - ima 3k listov, če je {\displaystyle k\,} paren
  - ima 6k listov, če je {\displaystyle k\,} neparen
- Kadar se {\displaystyle k\,} konča z 2/3 in je večji od 1 (primeri: 1,6666667, 2,66666667, …..) ima krivulja obliko vrtnice ter 
  - ima 6k listov, če je {\displaystyle k\,} paren
  - ima 3k listov, če je {\displaystyle k\,} neparen

- Kadar je {\displaystyle k\,} racionalno število je krivulja zaprta in ima končno dolžino.
- kadar pa je {\displaystyle k\,} iracionalno število, je krivulja zaprta in ima neskončno dolžino.
- Kadar je {\displaystyle k\,} paren, se bo krivulja izrisala točno enkrat, med tem, ko se bo {\displaystyle \theta \,} povečal od 0 do {\displaystyle 2\pi \,}.

## Ploščina
Če ima krivulja enačbo 
{\displaystyle r=a\cos(k\theta )\,}
kjer je 
- {\displaystyle k\,} pozitivno celo število, je za paren {\displaystyle k\,}

ploščina enaka 
{\displaystyle {\frac {1}{2}}\int _{0}^{2\pi }(a\cos(k\theta ))^{2}\,d\theta ={\frac {a^{2}}{2}}\left(\pi +{\frac {\sin(4k\pi )}{4k}}\right)={\frac {\pi a^{2}}{2}}}
in je za neparen {\displaystyle k\,} enaka 
{\displaystyle {\frac {1}{2}}\int _{0}^{\pi }(a\cos(k\theta ))^{2}\,d\theta ={\frac {a^{2}}{2}}\left({\frac {\pi }{2}}+{\frac {\sin(2k\pi )}{4k}}\right)={\frac {\pi a^{2}}{4}}}.
To velja tudi za vrtnice, ki so določene z enačbo 
{\displaystyle r=a\sin(k\theta )\,}.